# Achtzehn
Die Achtzehn (18) ist die natürliche Zahl zwischen Siebzehn und Neunzehn. Sie ist gerade.

## Mathematik
18 ist eine gerade Zahl, die durch 1, 2, 3, 6, 9 und 18 teilbar ist. Sie ist die zehnte zusammengesetzte Zahl, die zweite abundante Zahl und die zwölfte Harshad-Zahl.
In Binärcode wird 18 als 10010 geschrieben. Die Quadratzahl von 18 ist 324 und die Kubikzahl ist 5832.

## Weitere Bedeutungen
- Die Vollendung des achtzehnten Lebensjahres bedeutet in vielen Staaten die Erlangung der Volljährigkeit.
- 18 ist das Mindestalter in Deutschland für den Erwerb von Tabakwaren. Mit dem 18. Lebensjahr kann außerdem Pornografie konsumiert werden und das Fahren von den meisten Fahrzeugen ist, abhängig von der Präsenz eines Führerscheins legal. Auch Heiraten ist in Deutschland ab 18 möglich. Ähnliche Regulationen gelten in Österreich und in der Schweiz.
- Im Judentum ist achtzehn der Zahlenwert des hebräischen Worts Chaj (חַי), welches Leben bedeutet. Sie wird deswegen auch manchmal als Glückszahl angesehen. Das zentrale Gebet der jüdischen Liturgie ist das Schmone Esre (שמנה עשרי) oder Achtzehnbittengebet, das in seiner ursprünglichen Form aus achtzehn Bitten besteht.
- Die Zahl 18 steht in rechtsradikalen Kreisen auch für Adolf Hitler. Die 1 steht dabei stellvertretend für den ersten Buchstaben im Alphabet, das A, und entsprechend die 8 für den achten, das H (siehe Rechtsextreme Symbole und Zeichen).
- 18 bezeichnet ein Album des amerikanischen Musikers Moby. Auch bezeichnet 18 ein Lied der britischen Band One Direction.
- 18 ist die Ordnungszahl von Argon im Periodensystem. Zufälligerweise gehört Argon auch zur 18. Gruppe des Periodensystems, den Edelgasen.
- 18 ist die molare Masse von Wasser in g/mol (gerundet auf natürliche Zahlen).
- Die 18-Elektronen-Regel ist eine Regel in der Komplexchemie.
- Golfplätze haben meistens 18 Löcher.
- Ein Volleyballfeld ist 18 Meter lang.
- In Angola gibt es 18 Provinzen. Für weitere Information siehe Liste der angolanischen Provinzen.